# Katrin Hoffmann (Turnerin)
Katrin Hoffmann (* 5. Juli 1978 in Stuttgart) ist eine ehemalige deutsche Rhythmische Sportgymnastin.

## Karriere
Katrin Hoffmann belegte bei den Olympischen Sommerspielen 1996 zusammen mit Nicole Bittner Anne Jung, Dörte Schiltz, Luise Stäblein und Katharina Wildermuth im Gruppenwettkampf den achten Platz.